# Echenais amasis
Echenais amasis är en fjärilsart som beskrevs av William Chapman Hewitson 1870. Echenais amasis ingår i släktet Echenais och familjen Riodinidae. Inga underarter finns listade i Catalogue of Life.